# Escàner
Un escàner  nom abreujat de d'escàner d'imatges, és un dispositiu que escaneja òpticament imatges, text imprès, lletra manuscrita o un objecte i el converteix en una imatge digital . El tipus d'escàner més comú que s'utilitza a la llar i a l'oficina és l' escàner de superfície plana, on el document es col·loca sobre una base de vidre. Un escàner d'alimentació de fulls, que mou la pàgina a través d'un sensor d'imatge mitjançant una sèrie de rodets, es pot utilitzar per escanejar una pàgina d'un document a la vegada o diverses pàgines, com en un alimentador automàtic de documents . Un escàner de mà és una versió portàtil d'un escàner d'imatges que es pot utilitzar en qualsevol superfície plana. Els escanejos es descarreguen normalment a l'ordinador al qual està connectat l'escàner, tot i que alguns escàners poden emmagatzemar els escanejos en suports flash independents (per exemple, targetes de memòria i unitats USB).
Els escàners moderns solen utilitzar un dispositiu d'acoblament de càrrega (CCD) o un sensor d'imatge de contacte (CIS) com a sensor d'imatge, mentre que els escàners de tambor, desenvolupats anteriorment i que encara s'utilitzen per obtenir la màxima qualitat d'imatge possible, utilitzen un tub fotomultiplicador (PMT) com a sensor d'imatge. Les càmeres de documents, que utilitzen càmeres d'alta resolució estàndard o especialitzades, fotografien els documents tots alhora.
Per a digitalitzar una imatge s'ha de transformar primer en senyal elèctric i, posteriorment aquest senyal elèctric s'ha de transformar en senyal digital perquè sigui reconeguda per un ordinador.
Per a convertir una imatge en un codi de senyals elèctrics s'utilitza un fotosensor anomenat Detector CCD (Charge Coupled Device) que rep la llum que és enviada des de la imatge a través d'un joc de miralls i la converteix en senyals elèctrics controlades per la intensitat i el color de la imatge, de la mateixa manera que funciona un ull. Aquests senyals elèctrics són rebuts per un convertidor analògic-digital, que els converteix en bites, els quals formen novament la imatge digitalitzada en l'ordinador.
Bàsicament un escàner consisteix en una font de llum, una sèrie de lents i dispositius òptics, un dispositiu sensor i un motor que desplaça el conjunt en l'exploració de l'original.
El sensor constitueix el veritable "ull" de l'escàner i conté una sèrie d'elements semiconductors que responen amb un senyal elèctric major o menor en funció del nivell de lluminositat que reben.

## Com funciona

Com funciona un escàner de plataforma plana

Un escàner es compon de dues peces bàsiques: la primera d'elles és el capçal de reconeixement òptic, la segona és un simple mecanisme d'avanç per sota d'un vidre que també fa de suport per als objectes que es van a escanejar. En principi, el capçal reconeix un determinat nombre de punts per polzada i a cadascun d'aquests punts li assigna un valor en funció del nombre de bits del procés: 1 bit seria 1 color (negre o blanc), 2 bits serien 4 colors, 8 bits serien 256 colors i així successivament fins a arribar als 32 bits (color real).
A major nombre de bits major capacitat per a representar el color amb més precisió, però també augmenta la grandària del fitxer resultant. La qualitat final d'un escàner se sol saber per la seva resolució.

## La resolució
Els escàners equipats amb elements d'escaneig de dispositius d'acoblament de càrrega (CCD) requereixen una sèrie sofisticada de miralls i lents per reproduir una imatge, però el resultat d'aquesta complexitat és un escaneig de qualitat molt més alta. Com que els CCD tenen una profunditat de camp molt més gran, són més tolerants a l'hora d'escanejar documents que són difícils d'aconseguir perfectament plans contra la placa (com ara llibres enquadernats).
La resolució d'un escàner es mesura per ppp, (punts per polzada), que és el nombre de punts que és capaç de captar aquest, amidat. Si diem que un escàner té 300x600 ppp voldrà dir que cada línia de 2,54 cm de llarg pot captar 300 punts i en vertical 600 punts.
La resolució d'un escàner es veu condicionada pels següents factors:
- Tipus d'escàner.
- Tipus de sensor del CCD i alineació d'aquest.
- Interpolació.
- Sistema òptic (longitud del focus, profunditat de camp de les lents, qualitat, estabilitat, canvis de temperatura, humitat, etc.).
- Soroll superflu dels circuits electrònics i del CCD.
- Escala de resolució.
- Resposta de freqüència dels circuits electrònics.

Hi ha diferents resolucions com:
- La resolució òptica.
- La resolució interpolada.
- La resolució d'escanerització.

## Els colors i els bits
Primerament els escàners captaven les imatges en blanc i negre o amb un nombre molt limitat de matisos de gris, entre 16 i 256. És a dir, una imatge de dos bits resultaria una imatge en blanc i negre, una de vuit bits, obtindries una imatge de 256 tons de grisos. Posteriorment van aparèixer els escàners que podien captar el color, encara que el procés requeria tres passades per sobre de la imatge, una per a cada color primari (vermell, blau i verd). Actualment els escàners capten fins a 16,7 milions de colors diferents en una única passada, arribant fins als 68.719 milions de colors.
Una imatge de vint-i-quatre o vuit bits per component de color (verd, vermell, blau) podríem dir que pot arribar a ésser de 16,7 milions de colors.

## Format de les imatges
Les imatges obtingudes per l'escàner es poden guardar en diferents formats.
Els més coneguts són:
- GIF: El format GIF té una bona resolució i es pot utilitzar en pàgines web.
- JPG: El format JPG és el que comprimeix més la imatge però a canvi d'una pèrdua de qualitat que depèn del nivell de compressió.
- Windows Bitmap: El format BMP ocupa molt d'espai i és molt compatible amb els diferents programes actuals.
- TIF: El format TIFF té molta qualitat però necessita molt d'espai.

## Història

### Precursors

###### Fax i fotografia amb cable
Els escàners d'imatges es consideren els successors de les primeres màquines de fax i de foto amb filferro. A diferència dels escàners, aquests dispositius s'utilitzaven per transmetre imatges a llargues distàncies en lloc de processar-les i emmagatzemar-les localment. El primer intent de màquina de fax va ser patentat el 1843 pel rellotger escocès Alexander Bain, però mai es va posar en producció. En el seu disseny, un llapis metàl·lic unit a un pèndol escaneja una placa de coure amb una imatge en relleu. Quan l'estil fa contacte amb una part elevada de la placa, envia un impuls a través d'un parell de cables a un receptor que conté un elèctrode connectat a un altre pèndol. Un tros de paper impregnat amb una solució electroquímicament sensible es troba sota l'elèctrode i canvia de color cada vegada que un pols arriba a l'elèctrode. Un engranatge fa avançar la placa de coure i el paper en tàndem amb cada oscil·lació del pèndol; amb el temps, el resultat és una reproducció perfecta de la placa de coure. En el sistema de Bain, és fonamental que els pèndols del transceptor i del receptor estiguin en perfecta sintonia, o si no, la imatge reproduïda es distorsionarà.
El 1847, el físic anglès Frederick Bakewell va desenvolupar la primera màquina de fax funcional. La màquina de Bakewell era similar a la de Bain, però utilitzava un tambor giratori recobert de paper d'alumini, amb tinta no conductora pintada a la làmina i un llapis que escanejava el tambor i enviava un pols per un parell de cables quan entrava en contacte amb un punt conductor de la làmina. El receptor conté un elèctrode que toca un full de paper tractat químicament, que canvia de color quan l'elèctrode rep un pols; el resultat és una reproducció de contrast invers (blanc sobre blau) de la imatge original. El fax de Bakewell va tenir un èxit marginal que el de Bain, però patia els mateixos problemes de sincronització. El 1862, Giovanni Caselli va resoldre això amb el pantelègraf, la primera màquina de fax posada en servei regular. Basat en gran part en el disseny de Bain, assegurava una sincronització completa flanquejant els pèndols tant del transceptor com del receptor entre dos reguladors magnètics, que es magnetitzen amb cada oscil·lació del pèndol i es desmagnetitzen quan el pèndol arriba als màxims i mínims de cada oscil·lació.
El 1893, l'enginyer estatunidenc Elisha Gray va introduir el telautograf, la primera màquina de fax amb un gran èxit comercial que utilitzava barres d'enllaç que traduïen el moviment dels eixos x i y al receptor per escanejar un bolígraf sobre el paper i colpejar-lo només quan s'accionava mitjançant el llapis que es movia pel tambor del transceptor. Com que podia utilitzar paper de papereria bàsic, es va popularitzar en negocis i hospitals. El 1902, l'enginyer alemany Arthur Korn va introduir el fototelautògraf, una màquina de fax que utilitzava una cel·la de seleni sensible a la llum per escanejar un paper que s'havia de copiar, en lloc de confiar en un tambor metàl·lic i un llapis òptic. Va tenir fins i tot més èxit comercial que la màquina de Gray i es va convertir en la base de les màquines de telefotografia amb filferro (també conegudes com a) utilitzades pels diaris de tot el món des de principis del segle XX.

###### Escàners analògics
Abans de l'arribada del processament digital d'imatges a mitjans del segle xx, el terme escàner es referia originalment als equips analògics utilitzats a les impremtes offset. Aquests escàners analògics variaven en disseny segons el seu propòsit: algunes imatges escanejades s'emmagatzemaven com a pel·lícula de transparència en color en plaques de separació de color que es podien utilitzar per imprimir la imatge original en massa; mentre que d'altres s'utilitzaven per convertir plaques simples de cian, magenta i groc (CMY) en cian, magenta, groc i negre (CMYK) per tal de produir impressions amb colors més foscos i rics, un procés conegut llavors en el comerç com a correcció de color (sense relació amb el sentit cinematogràfic modern). La conversió de CMY a CMYK solia ser una tasca molt manual que implicava tècniques com l'emmascarament . Els escàners analògics van automatitzar aquest procés en gran manera.
Alexander Murray i Richard Morse van inventar i patentar el primer escàner analògic en color a Eastman Kodak el 1937. La seva màquina tenia un disseny d'escàner de tambor que representava una transparència en color muntada al tambor, amb una font de llum col·locada sota la pel·lícula i tres fotocèl·lules amb filtres de color vermell, verd i blau que llegien cada punt de la transparència per traduir la imatge en tres senyals electrònics. En el disseny inicial de Murray i Morse, el tambor estava connectat a tres torns que gravaven punts de semitons CMY directament en tres cilindres desplaçats. Els drets de la patent es van vendre a Printing Developments Incorporated (PDI) el 1946, que va millorar el disseny utilitzant un tub fotomultiplicador per obtenir imatges dels punts del negatiu, cosa que produïa un senyal amplificat que després s'alimentava a un ordinador d'un sol ús que processava els senyals RGB en valors CMYK corregits per color. Els senyals processats s'envien a quatre torns que graven punts de semitons CMYK als cilindres offset.
El 1948, Arthur Hardy de la Interchemical Corporation i F. L. Wurzburg, de l'Institut Tecnològic de Massachusetts, va inventar el primer escàner d'imatges de superfície plana analògic en color, destinat a produir plaques litogràfiques amb correcció de color a partir d'un negatiu en color. En aquest sistema, es preparen tres plaques separades per colors (de valors CMY) a partir d'un negatiu en color mitjançant gravat de punts i es col·loquen a la llit de l'escàner. A sobre de cada placa hi ha projectors de feix de llum equidistants i fixats rígidament que enfoquen un feix de llum en una cantonada de la placa. Tot el llit amb les tres plaques es mou horitzontalment, endavant i endarrere, per arribar a les cantonades oposades de la placa; amb cada oscil·lació horitzontal del llit, el llit baixa un esglaó per cobrir tota l'àrea vertical de la placa. Mentre això passa, el feix de llum enfocat en un punt determinat de la placa es reflecteix i rebota en una fotocèl·lula adjacent al projector. Cada fotocèl·lula es connecta a un processador d'imatges analògic, que avalua la reflectància dels valors CMY combinats mitjançant equacions de Neugebauer i envia un senyal a un projector de llum que es troba sobre una quarta placa litogràfica no exposada. Aquesta placa rep un gravat de punts de to continu amb correcció de color dels valors cian, magenta o groc. La quarta placa es substitueix per una altra placa sense exposar i el procés es repeteix fins que es produeixen tres plaques amb correcció de color, de cian, magenta i groc. A la dècada del 1950, la Radio Corporation of America (RCA) va agafar la patent de Hardy i Würzburg i va substituir la disposició de projector i fotocèl·lula per un tub de càmera de vídeo que enfocava un punt de la placa.

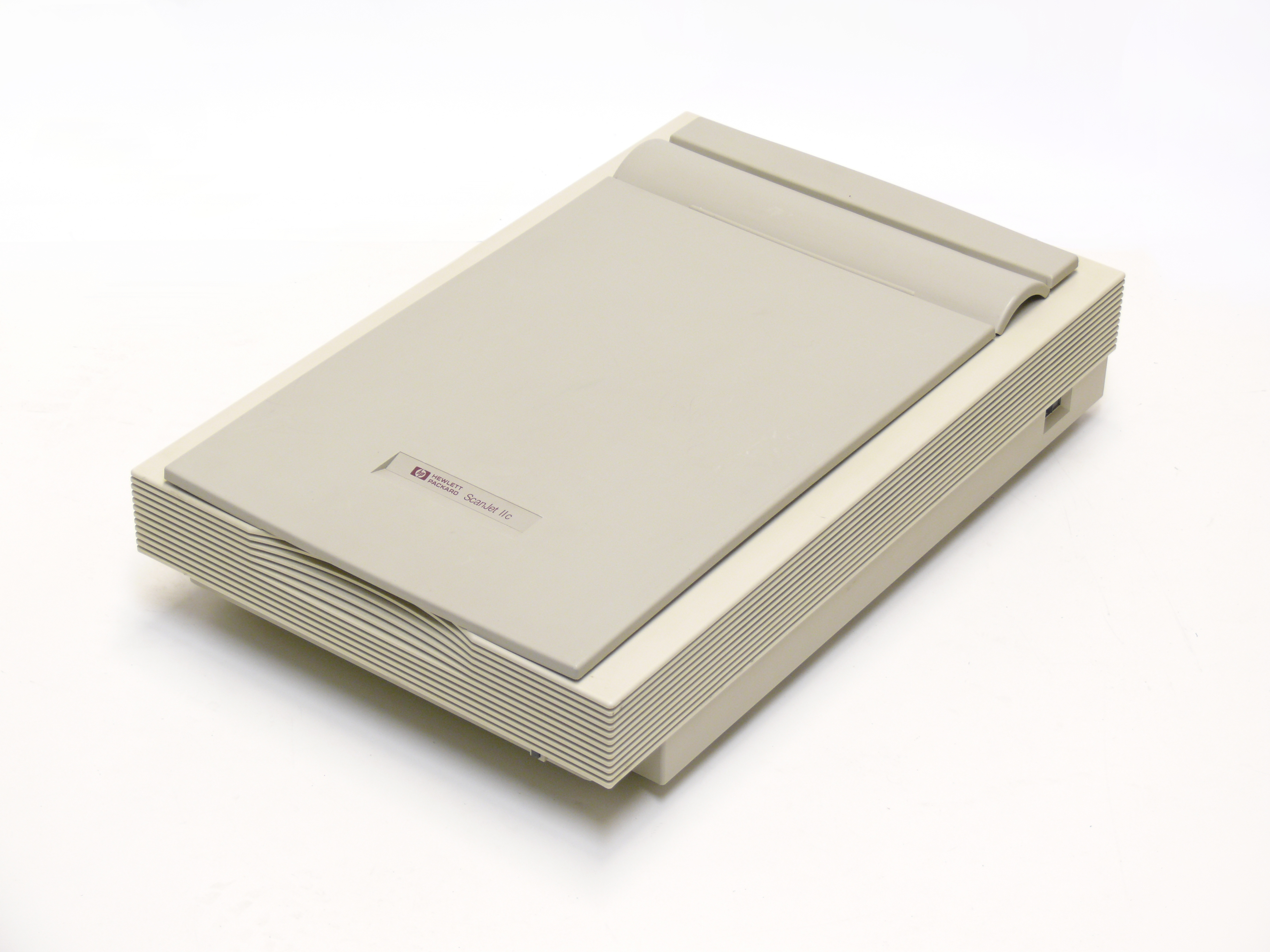
Un escàner de superfície plana (HP ScanJet IIC) amb la tapa tancada

## Tipus

### Superfície plana
Un escàner de superfície plana és un tipus d'escàner que proporciona una base de vidre (platena) sobre la qual l'objecte que s'ha d'escanejar es troba immòbil. L'element d'escaneig es mou verticalment des de sota el vidre, escanejant la totalitat de la placa o una porció predeterminada. El programari del controlador per a la majoria d'escàners plans permet als usuaris escanejar prèviament els seus documents; en essència, fer una passada ràpida i de baixa resolució a un document per tal de jutjar quina àrea del document s'ha d'escanejar (si no la totalitat) abans d'escanejar-lo a una resolució més alta. Alguns escàners de superfície plana incorporen mecanismes d'alimentació de fulls anomenats alimentadors automàtics de documents (ADF) que utilitzen el mateix element d'escaneig que la part de superfície plana.
Aquest tipus d'escàner de vegades s'anomena escàner reflectant, perquè funciona projectant llum blanca sobre l'objecte que s'ha d'escanejar i llegint la intensitat i el color de la llum que es reflecteix, normalment una línia a la vegada. Estan dissenyats per escanejar impressions o altres materials plans i opacs, però alguns tenen adaptadors de transparència disponibles, que, per diversos motius, en la majoria dels casos no són gaire adequats per escanejar pel·lícules.

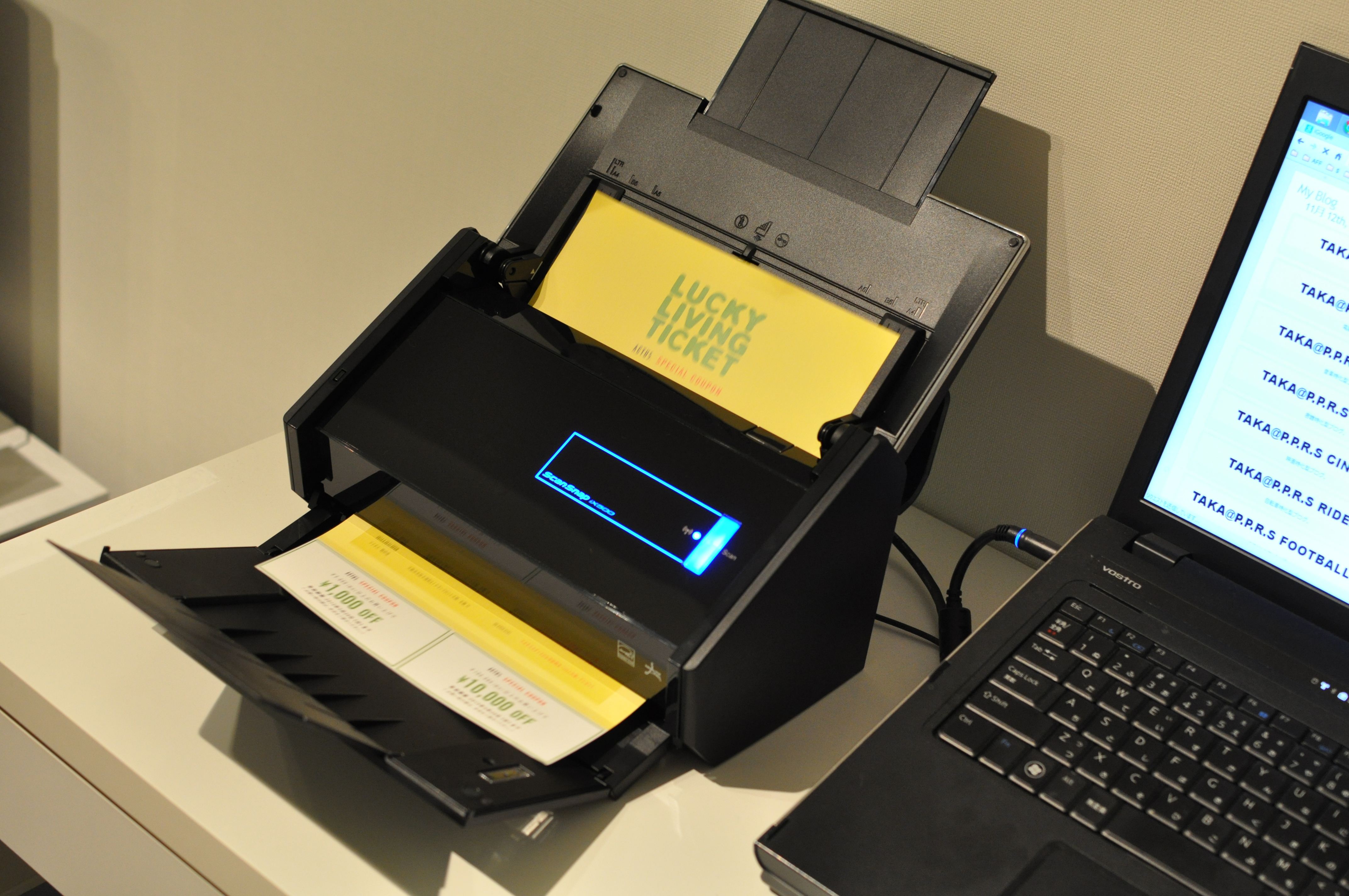
Un alimentador automàtic de documents (Fujitsu ScanSnap iX500)

### Alimentació de fulls
Un escàner d'alimentació per fulls, també conegut com a alimentador de documents, és un tipus d'escàner que utilitza rodets accionats per motor per moure un full de paper cada vegada més enllà d'un element d'escaneig estacionari (dos elements d'escaneig, en el cas dels escàners amb funcionalitat dúplex). A diferència dels escàners de superfície plana, els escàners d'alimentació per fulls no estan equipats per escanejar material enquadernat com ara llibres o revistes, ni tampoc són adequats per a cap material més gruixut que el paper d'impressora normal. Alguns escàners d'alimentació per fulls, anomenats alimentadors automàtics de documents (ADF), són capaços d'escanejar diversos fulls en una sola sessió, tot i que d'altres només accepten una pàgina alhora. Alguns escàners d'alimentació de fulls són portàtils, funcionen amb bateries i tenen el seu propi emmagatzematge, que permet transferir els escanejos emmagatzemats a un ordinador.

### Escàner de mà

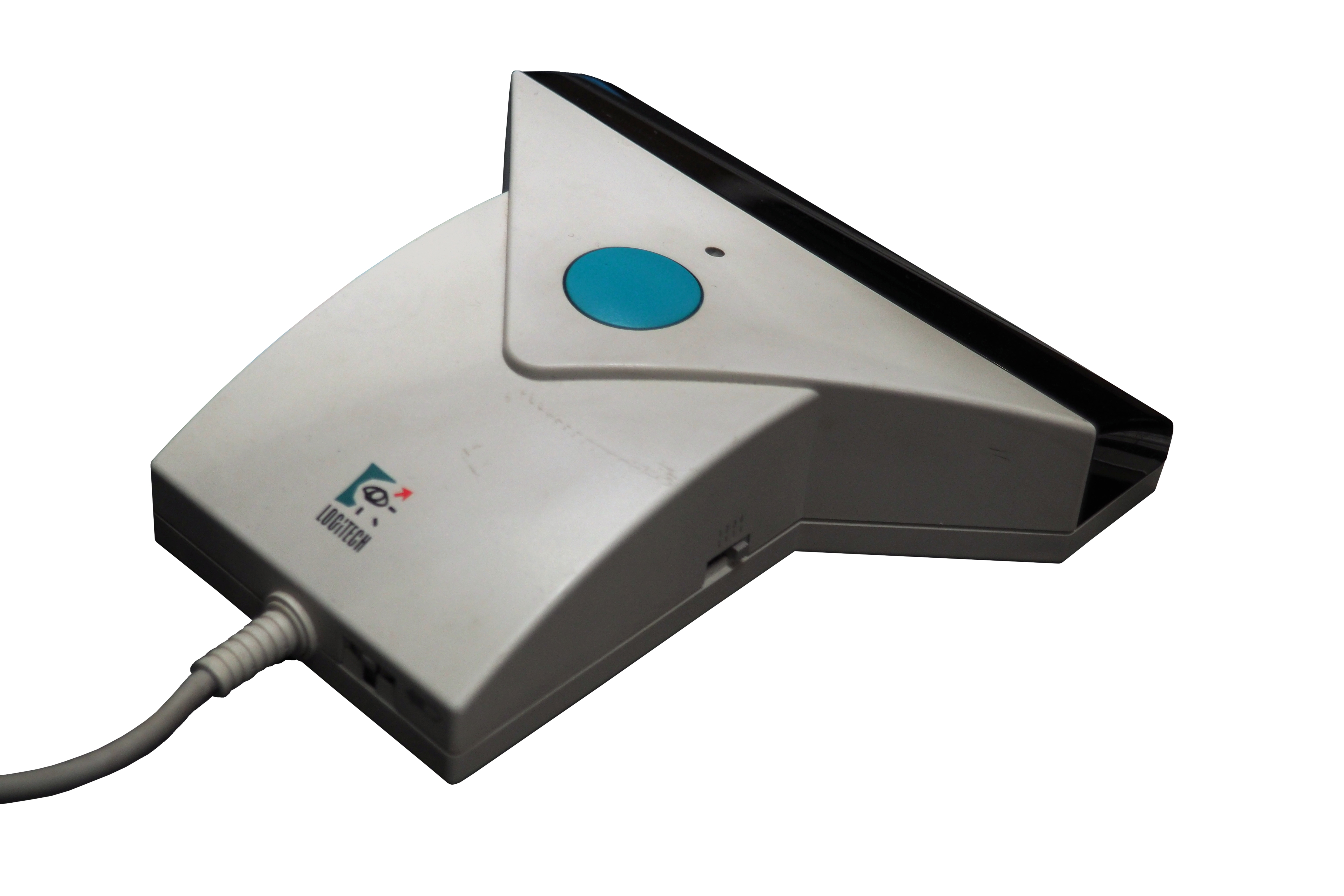
Un escàner de mà (Logitech ScanMan Color)

Un escàner de mà és un tipus d'escàner que s'ha d'arrossegar o daurar manualment per la superfície de l'objecte que s'ha d'escanejar. Escanejar documents d'aquesta manera requereix una mà ferma, ja que una velocitat d'escaneig desigual produeix imatges distorsionades. Alguns escàners de mà tenen un indicador lluminós a l'escàner per a aquest propòsit, que s'activa si l'usuari mou l'escàner massa ràpid. Normalment tenen com a mínim un botó que inicia l'escaneig quan es prem; l'usuari el manté premut durant tota l'escaneig. Alguns altres escàners portàtils tenen interruptors per configurar la resolució òptica, així com un rodet que genera un pols de rellotge per a la sincronització amb l'ordinador. Els escàners manuals més antics eren monocroms i produïen llum des d'una matriu de LEDs verds per il·luminar la imatge; els posteriors escanegen en monocrom o en color, segons es desitgi. Un escàner manual també pot tenir una petita finestra a través de la qual es pot veure el document que s'escaneja. Com que els escàners manuals són molt més estrets que la majoria de mides normals de documents o llibres, el programari (o l'usuari final) havia de combinar diverses "tires" estretes de documents escanejats per produir l'article acabat.
Els escàners de vareta i els escàners de bolígraf econòmics, portàtils, alimentats per bateria o USB, que normalment són capaços d'escanejar una àrea tan ampla com una carta normal i molt més llarga, continuen disponibles A 2024 Alguns ratolins d'ordinador també poden escanejar documents.